# 乌龙茶

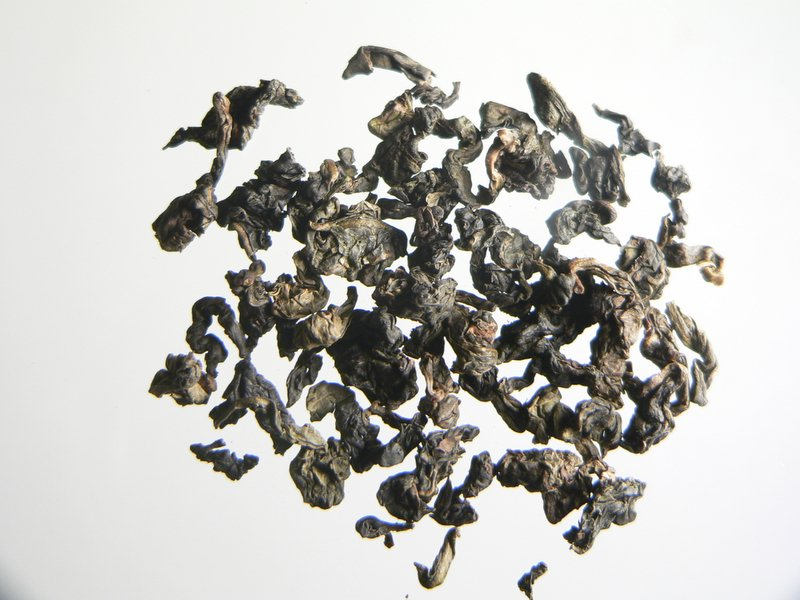
烏龍茶的茶葉

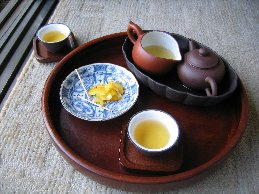
黃金桂茶，烏龍茶的一種。

烏龍茶，最早產於中國福建省一帶的中國茶，為青茶的一種，知名茶葉品種。烏龍茶分類、作法視地域而有所不同。
在中國大陸，烏龍茶的茶葉加工分類上屬於綠紅黃白黑青六大茶系中的青茶，是經過部份发酵，綠葉紅邊，既有绿茶的清新，又有红茶的甜醇。因此，在中國大陸，烏龍茶等同於青茶，青茶即是指烏龍茶，並被視為青茶的商品名稱。名茶如福建的铁观音和台湾的凍頂烏龍茶即屬此類。
台灣烏龍茶又名“半球形包種茶”是專指用「烏龍茶種、並以烏龍茶方式加工」的茶種。

## 名称来源
乌龙茶的名字来源有很多传说。大致有四种来源可能：一为产地说；二为茶树品种而来；三为製茶之人名称而来；四以茶叶形态色泽而来。
- 有故事記載，某位茶园主人去看快晒好的茶叶，发现那里有一条乌龙。他吓坏了，过了几天才敢回来看。茶叶在这几天太阳之下氧化，不再是以前的绿茶，但是浓香可口。主人从此叫它乌龙茶。
- 也有说最先发明乌龙茶制法之人名字叫苏龙（因人长得黑，人称乌龙），所以茶因此人而得名。
- 其实乌龙茶名字应该还是来源于茶叶的形态，茶叶在晒、炒、焙加工之后，色泽乌黑，条索似鱼（比作龙，台灣烏龍茶為球狀或半球狀，無此特徵）。在水中泡开，叶片似卷似曲，色泽乌青，有如乌龙入水。故而得名。不论由地名而来还是由茶树品种名而称的乌龙茶，只要制法相同的，均通称为乌龙茶，包括乌龙品种及其他著名品种，如铁观音、大红袍等。

## 分布
乌龙茶主产地在中國大陸福建的闽南地区（主要产区是安溪县），以及闽北的武夷山区、广东潮州等地，另外在台湾南投、嘉義、臺中也有产出，近年来四川、湖南等省也有少量量产。

## 历史传播
乌龙茶则起源于北苑茶，武夷茶。北苑茶是福建最早的贡茶，北苑是福建建瓯凤凰山周围的地区，唐末已产茶，而宋以及其后产量扩大，逐渐采用半发酵的制法。武夷山茶则在北苑茶之后，于元朝、明朝、清朝获得贡茶地位，获得发展。现在所说的乌龙茶则是安溪人仿照武夷山茶的制法，改进工艺制作出来的一种茶。乌龙茶创制于1725年（清雍正年间）前后，福建《安溪县志》记载：“安溪人于清雍正三年首先发明乌龙茶做法，以后传入闽北和台湾。”另据史料考证，1862年福州即设有经营乌龙茶的茶栈。1866年台湾乌龙茶开始外销。而现在全中國大陸乌龙茶最大产地当属福建安溪，安溪也于1995被中國国家农业部和中国农学会等单位命名为“中国乌龙茶（名茶）之乡”。

## 概述

### 中國大陸
中國大陸指稱的烏龍茶，包括：武夷岩茶、安溪鐵觀音、台灣包種茶、烏龍茶系列的各種半發酵茶，產地大致集中福建、廣東二省，所用的茶葉的茶樹品種與製茶方法十分多元化，除灌木外，甚至有部份使用小喬木種。

### 台灣
在台灣青茶類，包括：包種、鐵觀音及烏龍茶，其實都屬青茶製法，但按發酵程度及揉捻成型方式有所不同。台灣青茶的產地在台北、桃園、新竹、苗粟、宜蘭等地區，主要分為包種茶和烏龍茶，包種茶的發酵程度比較輕，有凍頂烏龍茶以及文山包種茶，而烏龍茶的發酵比較重，其中就包含了常見的鐵觀音，還有經常在廣告中出現的白毫烏龍茶。

## 品種
乌龙茶按产地不同，可分为闽南乌龙茶、闽北乌龙茶、潮州乌龙茶和台湾乌龙茶。
按茶种可分为大红袍、铁观音、凍頂烏龍茶、东方美人、水仙茶、本山、肉桂等：
- 大紅袍：產於登記為世界遺產的福建省北部的武夷山，武夷四大岩茶分別為大紅袍、鐵羅漢、水金龜及白雞冠。大紅袍原木只剩6株，每年產量只有少於1公斤的量，為世界上售價最高的茶。市售的大紅袍都是接枝後的產茶。在青茶中較偏濃紅茶色，具有豐厚濃郁的香甜氣味，被稱為是岩茶中的岩茶。
- 龍鬚茶：同產於福建省北部的武夷山，又稱“束茶”。是用彩色絲線將條形茶葉捆紮成一束的茶束，因其像神話中的“龍鬚”而得名。早於清朝初年既有龍鬚茶之名，其品質表現為輕發酵茶。條形壯直墨綠，茶束直立，上好的龍鬚茶帶有花香。
- 安溪鐵觀音：產於福建省南部的安溪縣，由被稱為鐵觀音種的茶樹製成，又因外觀形狀如鐵觀音像般的渾厚美麗，故以之命名。有強烈的甘香氣味及淡淡的味道，茶色如杏仁般的優雅。年可產４次，味道因季節不同而有差異，其中秋茶最佳，春，夏，暑茶次之。
- 凍頂烏龍茶：福建的茶樹種移種到台灣的凍頂山上，故稱為凍頂烏龍，為台灣青茶的代表。外觀類似鐵觀音，呈半球狀，但發酵度較低，有著琥珀般明亮的茶色，溫和的味道及如花般的清香。
- 水仙茶
- 東方美人：又稱香檳烏龍、椪風茶。產於台灣新竹縣，19世紀時，英國大使獻給英國的維多利亞女王，女王為其獨特茶香驚嘆不已，又覺得其外觀鮮豔可愛，宛如絕色佳人，且產地又在東方的福爾摩莎，故稱它為“oriental beauty”。特徵是茶葉帶有花般的色彩，發酵度70%，有著紅茶般的風味及甜甜的蜂蜜味道。獨特的風味是來自於茶樹嫩芽經茶小綠葉蟬（浮塵子）吸食後長成之茶芽，經手工採摘一心二葉後再精製成。
- 凤凰单丛：又称凤凰单枞或凤凰茶，凤凰山位于广东省潮安县北部山区的凤凰镇，风凰茶因山而得名。一株茶树，经过茶农几代人的培育之后，被确认为有独特优异香味，这株茶树于是被单株采收、单株制作，那么，这株茶树就称为单丛茶树，所采制的茶叶就称为单丛茶，而凤凰单丛则是这众多优异单丛的总称。